# Липа Павла Тичини
Липа Павла Тичини — ботанічна пам'ятка природи місцевого значення в Україні. Розташована у селі Піски Бобровицької громади Ніжинського району Чернігівської області.
Площа — 0,01 га. Статус присвоєно згідно з рішенням Чернігівської обласної ради від 14.05.1999 року. Перебуває у віданні Пісківської сільської ради (правонаступник - Бобровицька міська громада). 
Охороняється дерево липи серцелистої віком 160 років, що росте у центрі села і пов'язане з життям і творчістю поета Павла Григоровича Тичини. Існує версія, що саме цьому дереву присвячено його вірш «Ви знаєте, як липа шелестить?».